# 関盛信
関 盛信（せき もりのぶ）は、戦国から安土桃山時代にかけての武将。関一政・関盛吉・関盛忠・関一利・関氏俊の父。妻は蒲生定秀の娘。官は中務大輔。安芸守。諱は盛宣とも。

## 略歴
伊勢国の有力な国人領主。先祖である関実忠が作った伊勢亀山城を本拠地としていた。盛信は日野城主・蒲生定秀の娘を娶り、六角氏に属していた。
織田信長が伊勢に侵攻してくると、神戸氏等一族が次々と降る中で唯一独立を保っていたが、抗しきれず信長に降伏した。神戸信孝に属したが不和であったため信長の怒りを買い、元亀4年（1573年）春に信長から勘当を申し伝えられ、神戸具盛と同様に蒲生賢秀に身柄を預けられ、近江国日野城に幽閉された。
だが行動が束縛されていた訳ではなく、天正2年（1574年）8月、越前から逃亡して甲賀郡に入ろうとした樋口直房を討ち取り、その功を信長から褒められている（関文書）。しかしこの功績だけでは許されず、天正10年（1582年）に信孝が四国征伐の総大将として大坂へ出征すると、盛信もようやく許されて亀山城に戻った。
信長死後は信孝を離れ、羽柴秀吉（豊臣秀吉）の家臣となる。天正11年（1583年）の賤ヶ岳の戦いの際は居城、亀山城を滝川一益に落とされたが後に奪還し、亀山城主として蒲生氏郷の与力大名となった。天正12年（1584年）の小牧・長久手の戦いなどにも参戦した。晩年は万鉄と号し、家督を関一政に譲っていた。文禄2年（1593年）に奥州白河で死去。

## 系譜
- 父：関盛光
- 母：不詳
- 正室：蒲生定秀の娘
  - 次男：関一政（1564-1625）
- 生母不明の子女
  - 男子：関盛吉
  - 男子：関盛忠
  - 男子：関一利（元吉）
  - 男子：関氏俊
  - 男子：関重信（1568年2月-）

次男盛吉の子氏盛の娘は大河内重綱の正室となって大河内信久を産み、この系統が血を受け継いでいる（盛吉 - 氏盛 - 娘 - 信久 - 信相 - 久豊 - 豊貫 - 久雄 - 久徴 - 久信 - 久道 - 久成 -）。
また、重信の裔孫は、世々賀陽郡大井邑（現在の岡山市北区の一部）の家に居住し、重信の孫宗重より郷士になった。宗重の曽孫の貞則は、医師となり、文庵と称し、当時地方医師の重鎮だった。後世々に医術を伝え、文庵春仙等の名を襲いだ。そのため、岡山県津山市中心に、現在も重信の医師である末裔が多数いる。